# اوراختال
اوراختال (به آلمانی: Aurachtal) یک شهر در آلمان است که در ارلانگن-هخشتات واقع شده‌است.